# Pennatula
Genre
Pennatula est un genre d'animaux de l'embranchement des cnidaires. Ces animaux sont fixés sur un substratum.

## Liste des espèces
| Selon World Register of Marine Species (28 avril 2014) : - Pennatula aculeata Danielssen, 1860 - Pennatula argentina Acuña & Zamponi, 1992 - Pennatula bayeri Barreira e Castro & Semaro de Medeiros, 2001 - Pennatula delicata Tixier-Durivault, 1966 - Pennatula fimbriata Herklots, 1858 - Pennatula grandis Ehrenberg, 1834 - Pennatula indica Thomson & Henderson, 1906 - Pennatula inflata Kükenthal, 1910 - Pennatula mollis Alder, 1867 - Pennatula moseleyi Kölliker, 1880 - Pennatula murrayi Kölliker, 1880 - Pennatula naresi Kölliker, 1880 - Pennatula pearceyi Kölliker, 1880 - Pennatula phosphorea Linnaeus, 1758 - Pennatula prolifera Jungersen, 1904 - Pennatula rubra (Ellis, 1761) | Selon ITIS (28 avril 2014) : - Pennatula aculeata Danielssen, 1860 - Pennatula borealis M. Sars, 1846 - Pennatula phosphorea Linnaeus, 1758 |

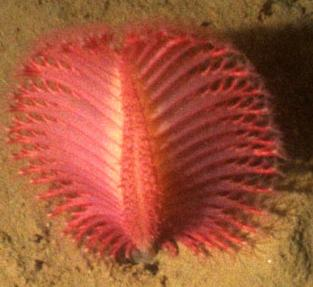
Pennatula aculeata
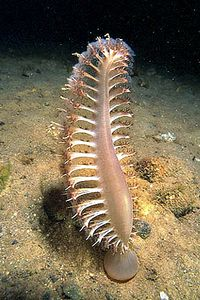
Pennatula phosphorea
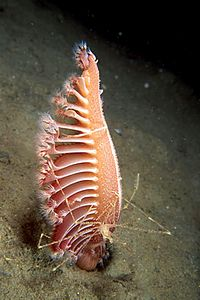
Pennatula rubra